# Jacob Rothschild
Nathaniel Charles Jacob Rothschild, cuarto barón Rothschild (Cambridge, 29 de abril de 1936- Londres, 26 de febrero de 2024) también conocido como Lord Rothschild, fue un banquero, inversor y filántropo británico, perteneciente a la dinastía Rothschild. También fue presidente honorario del Instituto de Investigación de Políticas Judías.

## Biografía

### Primeros años
Nacido en Berkshire, Inglaterra, es el hijo mayor de Victor Rothschild, tercer barón de Rothschild, con su primera esposa, Barbara Judith Rothschild (de soltera Hutchinson). Su padre nació en una familia judía, mientras que su madre se convirtió al Judaísmo ortodoxo cuando se casaron. Rothschild se educó en el Eton College y luego en Christ Church, Oxford, donde obtuvo un premio en historia, bajo la tutela de Hugh Trevor-Roper. Emma Georgina Rothschild y Amschel Rothschild son sus medios hermanos.

### Incursión al mundo de los negocios
Desde el año 1963, Rothschild trabajó en el banco familiar N M Rothschild & Sons en Londres, antes de renunciar en 1980 debido a una disputa familiar. La presidencia del banco había pasado de su padre, que había optado por seguir una carrera científica y había perdido el control de la mayoría de las acciones con derecho a voto, a su primo lejano Sir Evelyn Robert de Rothschild. Vendió su participación minoritaria en el banco, pero tomó el control independiente de Rothschild Investment Trust (ahora RIT Capital Partners plc), un fondo de inversión que cotiza en la Bolsa de Valores de Londres.
Después de renunciar al banco en 1980, Jacob Rothschild pasó a fundar J. Rothschild Assurance Group (ahora St. James's Place plc) con Sir Mark Weinberg en 1991. En 1989, unió fuerzas con Sir James Goldsmith y Kerry Packer en un intento fallido de oferta por British American Tobacco.
Rothschild es presidente de RIT Capital Partners plc, uno de los fideicomisos de inversión más grandes que cotiza en la Bolsa de Valores de Londres con un valor de activo neto de alrededor de £2 mil millones. Es presidente de J Rothschild Capital Management, una subsidiaria de RIT Capital Partners plc. También conserva muchos otros intereses de capital de riesgo y de propiedad.
Desde noviembre del 2003 hasta su jubilación en el año 2008, fue vicepresidente de BSkyB Television y hasta el 2008 fue director de RHJ International. También ha sido miembro del consejo del Ducado de Cornualles, Príncipe de Gales  y miembro de la Junta Asesora Internacional de The Blackstone Group.
Fue nombrado Comandante de la Real Orden Victoriana (CVO) en los Honores de Año Nuevo de 2020 por sus servicios al Ducado de Cornualles.

#### Inversión en el campo de la energía
En el año 2003, se informó que las acciones del industrial petrolero ruso Mijaíl Jodorkovski en YUKOS pasaron a él en virtud de un acuerdo que habían concluido antes del arresto de Khodorkovsky.
En noviembre del 2010, una entidad afiliada a Rothschild compró una participación accionaria del 5% en Genie Energy, una subsidiaria de IDT Corporation, por $10 millones. En el 2013, Israel otorgó a Genie Energy derechos exclusivos de exploración de petróleo y gas en un área de 153 millas cuadradas en la parte sur de los Altos del Golán ocupados por Israel.

## Vida personal
Jacob Rothschild alquila el Spencer House (Londres) con una renta anual de 85.000 libras esterlinas desde el 25 de diciembre de 1986.

### Familia
En 1961, Rothschild se casó con Serena Mary Dunn, nieta del financiero canadiense Sir James Dunn, y tuvieron cuatro hijos. Su esposa, Lady Rothschild, murió en 2019. Sus cuatro hijos son:
- Hannah Mary Rothschild Brookfield (22 de mayo de 1962). Se casó con William Brookfield en 1994 y se divorciaron. Tienen tres hijas.
- Beth Matilda Rothschild Tomassini (27 de febrero de 1964). Se casó con Antonio Tomassini en 1991 y se divorciaron. Ellos tienen tres hijos.
- Emily "Emmy" Magda Rothschild Freeman-Attwood (19 de diciembre de 1967). Se casó con Julian Freeman-Attwood el 25 de junio de 1998. Tienen dos hijas.
- Nathaniel Philip Victor James Rothschild (12 de julio de 1971).[18] Se casó con Annabelle Neilson el 13 de noviembre de 1995 y se divorciaron en 1997. Se casó con Loretta Basey en el 2016.

### Filantropía
Jacob Rothschild ha desempeñado un papel destacado en la filantropía artística en Gran Bretaña. Fue presidente de los fideicomisarios de la Galería Nacional de 1985 a 1991, y de 1992 a 1998, presidente del National Heritage Memorial Fund. De 1994 a 1998, y por invitación del Primer Ministro, fue presidente del Heritage Lottery Fund, responsable de distribuir las ganancias de la Lotería Nacional al sector del patrimonio, un cargo influyente que supervisó la distribución de 1200 millones de libras esterlinas en subvenciones. 
En el pasado, también fue fideicomisario del Museo Estatal del Hermitage de San Petersburgo, Rusia (jubilado en el 2008); fideicomisario de la Autoridad de Museos de Catar (retirado en el 2010); Presidente del Premio Pritzker de Arquitectura (2002–2004); presidente tanto de Gilbert Collection Trust como de Hermitage Development Trust, Somerset House; administrador y miembro honorario del Instituto Courtauld, Somerset House; y miembro, benefactor y miembro de los comités de visitantes del Museo Ashmolean de Oxford (retirado en 2008). En 2014, recibió la Medalla J. Paul Getty "por logros extraordinarios en los campos de la museología, la investigación histórica del arte, la filantropía, la conservación y la ciencia de la conservación".
Fue especialmente activo en el proyecto de restauración de Somerset House en Londres, para lo cual ayudó a asegurar la Colección Gilbert y aseguró el futuro a largo plazo del Instituto de Arte Courtauld. Como proyecto privado, llevó a cabo la restauración de Spencer House, una de las mejores casas adosadas de Londres del siglo XVIII, adyacente a sus propias oficinas.
En 1993 se unió a John Sainsbury, Baron Sainsbury de Preston Candover para establecer la Fundación Butrint para registrar y conservar el sitio arqueológico de Butrint en Albania, cerca de su casa de vacaciones en Corfú. Hoy, Jacob sigue siendo presidente de la Fundación Butrint.
Jacob Rothschild también ha seguido los intereses caritativos de la familia Rothschild en Israel y fue presidente de Yad Hanadiv, la fundación familiar que entregó los edificios de la Knesset y la Corte Suprema a Israel entre 1989 y 2018. También es presidente de la Fundación Rothschild (Hanadiv) Europa, y Patrono y Presidente del Patronato de la Fundación Rothschild. Además, es presidente honorario del Instituto de Investigación de Políticas Judías.
Se ha desempeñado como miembro de la Junta de Investigación de Artes y Humanidades, creada por el gobierno británico, es miembro honorario de la Academia Británica y fideicomisario del Fondo Benéfico del Príncipe de Gales.
En el pasado, ha sido miembro de la Junta Principal de Honores del Reino Unido (se jubiló en el 2008); Presidente del Comité de Honor de Artes y Medios (retirado en el 2008); Patrono de la Fundación Edmond J Safra (jubilado en el 2010); y miembro del comité del Premio Henry J Kravis de filantropía creativa (retirado en el 2010).

## Fallecimiento
Falleció a los 87 años, el 26 de febrero de 2024.